# ولادیسلاو کریکلی
ولادیسلاو کریکلی (اوکراینی: Владислав Артурович Криклій؛ زادهٔ ۲۳ نوامبر ۱۹۸۶)اقتصاددان، کارمند دولت و سیاستمدار اهل اوکراین است. وی از ۲۹ اوت ۲۰۱۹ تا ۱۸ مه ۲۰۲۱ به عنوان وزیر زیرساخت اوکراین خدمت کرد.